# San Pierre
San Pierre és una concentració de població designada pel cens dels Estats Units a l'estat d'Indiana. Segons el cens del 2000 tenia 156 habitants.

## Demografia
Segons el cens del 2000, San Pierre tenia 156 habitants, 71 habitatges, i 39 famílies. La densitat de població era de 430,2 habitants/km².
Dels 71 habitatges en un 25,4% hi vivien nens de menys de 18 anys, en un 40,8% hi vivien parelles casades, en un 14,1% dones solteres, i en un 43,7% no eren unitats familiars. En el 36,6% dels habitatges hi vivien persones soles el 25,4% de les quals corresponia a persones de 65 anys o més que vivien soles. El nombre mitjà de persones vivint en cada habitatge era de 2,2 i el nombre mitjà de persones que vivien en cada família era de 2,93.
Per edats la població es repartia de la següent manera: un 22,4% tenia menys de 18 anys, un 5,1% entre 18 i 24, un 23,1% entre 25 i 44, un 24,4% de 45 a 60 i un 25% 65 anys o més.
L'edat mediana era de 45 anys. Per cada 100 dones de 18 o més anys hi havia 89,1 homes.
La renda mediana per habitatge era de 30.500 $ i la renda mediana per família de 39.375 $. Els homes tenien una renda mediana de 20.000 $ mentre que les dones 18.750 $. La renda per capita de la població era de 13.552 $. Cap de les famílies estaven per davall del llindar de pobresa.

## Poblacions més properes
El següent diagrama mostra les poblacions més properes.